# Fauve
Fauve é um filme de drama canadense de 2018 dirigido por Jérémy Comte. Lançado em 19 de janeiro de 2018, o filme relata a história de dois garotos que buscam aventura próximo a uma mineração em poço aberto, que são levados à uma situação perigosa à medida que o jogo perde o controle.

## Indicações
Foi nomeado ao Óscar 2019 na categoria de Melhor Curta-metragem. Recebeu Menção Honrosa do júri de Melhor Curta Metragem Canadense no Festival Internacional de Cinema de Toronto de 2018.